# Aino Lepik von Wirén

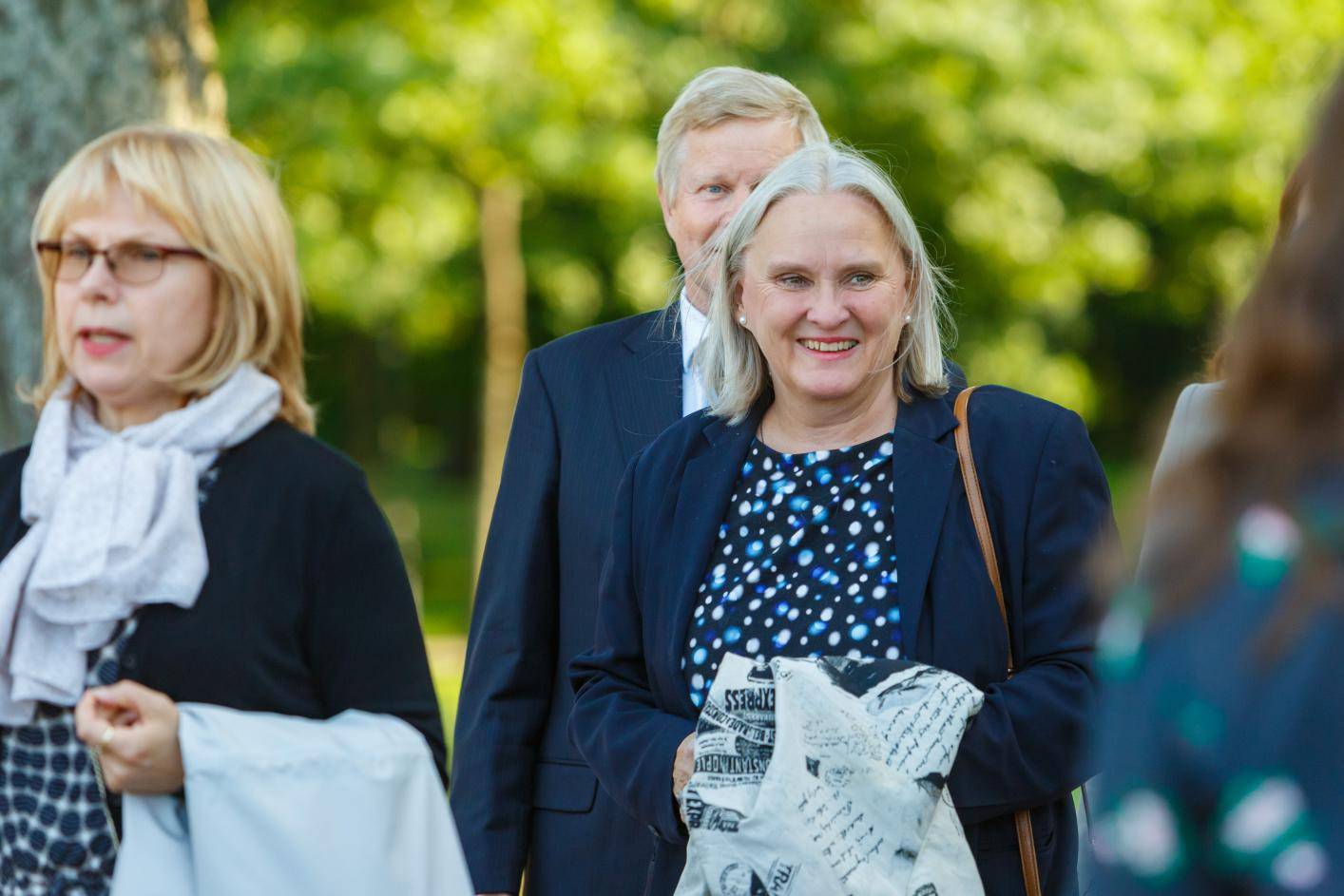
Aino Lepik von Wirén (2018)

Aino Lepik von Wirén (* 28. Oktober 1961 in Stockholm, Schweden) ist eine estnische Diplomatin.

## Leben
Aino Lepik von Wirén wurde als Tochter des estnischen Lyrikers Kalju Lepik (1920–1999) und dessen Ehefrau Asta-Regina Lepik (geb. Priuhka, 1923–2019) in Stockholm geboren, wo die Familie im Exil lebte.
1987 schloss sie ihr Studium der Rechtswissenschaft an der Universität Stockholm ab. Weitere Studien führten sie an die University of Surrey.
Von 1987 bis 1990 war Aino Lepik von Wirén am Verwaltungsgericht Örebro tätig. Von 1990 bis 1992 war sie Staatsanwältin in Stockholm.
Von Juni 1990 bis Oktober 1992 war Aino Lepik von Wirén Gerichtsministerin in der letzten estnischen Exil-Regierung unter Enno Penno (Kabinett Penno).
Mit der Wiedererlangung der estnischen Unabhängigkeit ging Aino Lepik von Wirén in die estnische Heimat ihrer Eltern zurück. 1993/94 war sie Rechtsberaterin der estnischen Regierung, bevor sie in den diplomatischen Dienst ihres Landes wechselte.
Von 1994 bis 1997 war sie Referatsleiterin für Menschenrechte in der Rechtsabteilung des estnischen Außenministeriums in Tallinn. Von 1994 bis 1999 vertrat sie die Republik Estland im Ausschuss des Europarats gegen Rassismus und Intoleranz.
Von 1995 bis 2020 war Aino Lepik von Wirén Mitglied der konservativen Partei Vaterlandsunion (Isamaaliit). Von März 1999 bis August 2003 war sie Leiterin der estnischen Staatskanzlei (Riigisekretär) unter den Ministerpräsidenten Mart Laar, Siim Kallas und Juhan Parts.
Von 2003 bis 2006 war Aino Lepik von Wirén estnische Botschafterin in Portugal. Von 2006 bis 2010 war sie in der Zentrale des estnischen Außenministeriums Unterstaatssekretärin (asekantsler) für Rechts- und Konsularangelegenheiten. Gleichzeitig war sie von 2007 bis 2010 nicht-residierende Botschafterin in Israel.
Von 2010 bis 2014 war Aino Lepik von Wirén estnische Botschafterin im Vereinigten Königreich.
Von 2014 bis 2018 leitete sie die Abteilung für Europa und transatlantische Beziehungen im estnischen Außenministerium.
Von 2018 bis 2022 war sie estnische Botschafterin in der Republik Irland.

## Privatleben
1989 heiratete sie den schwedischen Unternehmer Jorma von Wirén (geb. 1954). Das Paar hat einen Sohn, den estnischen Politiker und Diplomaten Illimar Lepik von Wirén (geb. 1989), und eine Tochter, Mari Lepik von Wirén (geb. 1998).